# Rui Pereira
Rui Carlos Pereira GCIH • ComL  (Miranda do Douro, Duas Igrejas, 24 de março de 1956) é um jurista e político português.

## Biografia
Licenciado em Direito e mestre em Ciências Jurídicas, foi assistente da Faculdade de Direito da Universidade de Lisboa, entre 1981 e 1997, onde regeu as disciplinas de Direito Penal e Direito Processual Penal. Foi membro do Conselho Pedagógico e participou no Conselho de Redacção da Revista da Faculdade de Direito da Universidade de Lisboa. Atualmente é comentador da CMTV.
Foi admitido na Ordem dos Advogados Portugueses em 1983, exercendo a advocacia até 1990. Também dirigiu o Departamento de Contencioso do Sindicato dos Professores da Grande Lisboa, entre 1988 e 1990. Entre 1990 e 1994 foi assessor do Gabinete dos Juízes do Tribunal Constitucional. Entre 1997 e 2000 foi diretor-geral do Serviço de Informações de Segurança.
Participou desde 1995 em reformas legislativas que envolveram, nomeadamente, o Código Penal, o Código de Processo Penal e o Código da Estrada, assumindo a coordenação da Unidade de Missão para a Reforma Penal, entre 2005 e 2007.
Até à sua posse como juiz conselheiro do Tribunal Constitucional, em 2007, lecionou, como professor convidado, nas Faculdades de Direito da Universidade Nova de Lisboa e da Universidade Lusíada.Atualmente leciona no Instituto Superior de Ciências Sociais e Políticas da Universidade de Lisboa (ISCSP-UL) e do Instituto Superior de Ciências Policiais e Segurança Interna (ISCPSI).  
Secretário de Estado da Administração Interna do XIV Governo Constitucional, o segundo de António Guterres, foi membro do Conselho Superior do Ministério Público, eleito pela Assembleia da República, entre 2003 e 2007. No último desses anos (e apesar da posse como juiz do  Constitucional), a saída de António Costa para a Câmara Municipal de Lisboa foi motivo da sua nomeação como ministro da Administração Interna do XVII Governo Constitucional, prosseguindo com a mesma pasta no XVIII Governo, ambos chefiados por José Sócrates.
Entre as restantes funções que desempenhou, integrou a Direcção da Sociedade Portuguesa de Filosofia, entre 1992 e 1994, e presidiu ao Observatório de Segurança, Criminalidade Organizada e Terrorismo, no período 2003-2007 e actualmente. Nesse âmbito presidiu ao Conselho de Redacção da revista Segurança e Defesa, entre 2006 e 2007, e colabora na Revista Portuguesa de Ciência Criminal. 
Membro da Maçonaria, é Mestre do Grande Oriente Lusitano, foi membro da R∴L∴ Convergência e é past-venerável mestre R∴L∴ Nunes de Almeida.

### Condecorações
A 30 de Janeiro de 2006 foi feito Comendador da Ordem da Liberdade.
A 12 de Fevereiro de 2016 foi agraciado com a Grã-Cruz da Ordem do Infante D. Henrique.